# Tillgivenhet

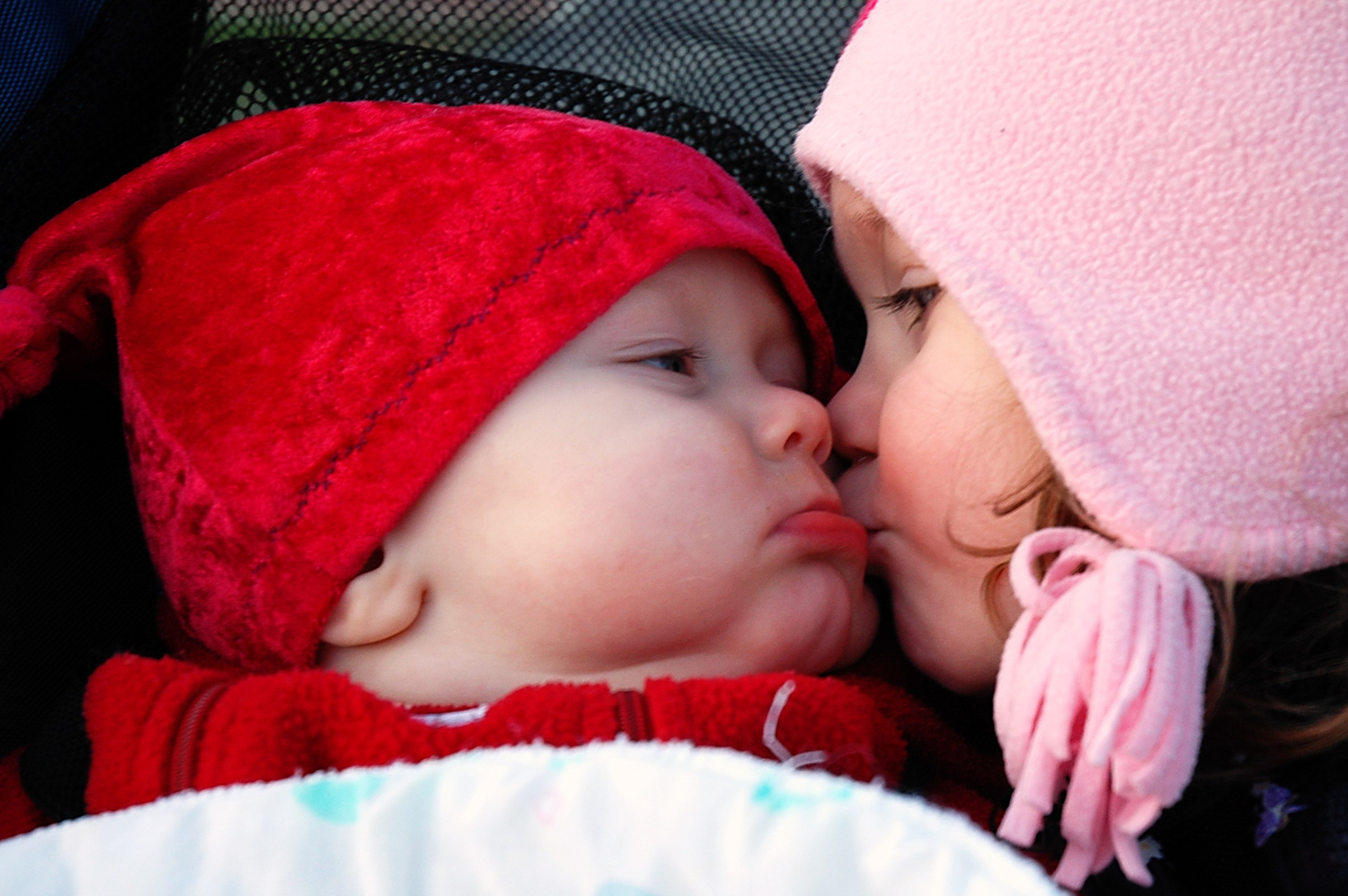
En puss kan uttrycka tillgivenhet.

Tillgivenhet, ömhet eller affektion är ett sinnes- eller kroppstillstånd med stor och varaktig sympati. Tillgivenheten förknippas ofta med en känsla eller typ av kärlek.
Tillgivenhet har givit orsak till ett antal grenar inom filosofi och psykologi angående: känsla (popularitet: kärlek, hängivenhet etc.), sjukdom, påverkan, tillstånd att vara (filosofi) och sinnesstämning (psykologi). "Tillgivenhet" används generellt för att viga en känsla eller typ av kärlek som är värd mer än sympati eller vänskap. Etikförfattare använder som regel ordet för att hänvisa till olika känslotillstånd, både varaktiga och stötvisa. Somliga jämför tillgivenhet med kärlek fri från typiska sensuella element.
Mer specifikt har ordet varit begränsat till känslomässiga tillstånd, vars föremål är en person. I den bemärkelsen är det grekiskans "pathos" som visas i texter av den franska filosofen René Descartes, den nederländska filosofen Baruch Spinoza och de flesta skrifter skrivna av brittiska etiker.
Men av olika grunder (till exempel att tillgivenheten inte innehåller ångest eller oro och att den är förhållandevis trög och förenlig med hela avsaknaden av det sinnliga elementet) är det i allmänhet en fördel att skilja tillgivenhet från kärlek. I denna snävare betydelse har ordet spelat en stor roll i etiska system, som har talat om umgänges- eller föräldratillgivenheten som i någon mening är en del av moralisk förpliktelse.